# Proteus vulgaris
Proteus vulgaris es una bacteria Gram-negativa, facultativamente anaeróbica en forma de bacilo que habita en el tracto intestinal de varios animales. Puede también ser aislado de la tierra, agua y materia fecal. Se agrupa con las Morganellaceae y es un patógeno oportunista en humanos, causando infecciones urinarias, de heridas y en abscesos hepáticos. 
El P. vulgaris tiene, por lo general, sensibilidad a la ciprofloxacina, ceftazidima, sulbactam, piperacil y al unasyn, entre otros antibióticos. Es fácil aislar al P. vulgaris en individuos que habitan hogares de cuidados de larga duración, hospitales y en pacientes con enfermedades crónicas o con un sistema inmune comprometido. P. vulgaris es un microorganismo que fermenta glucosa, sucrosa y amigdalina, pero no fermenta la lactosa ni el manitol